# Педро Сарм'єнто де Гамбоа

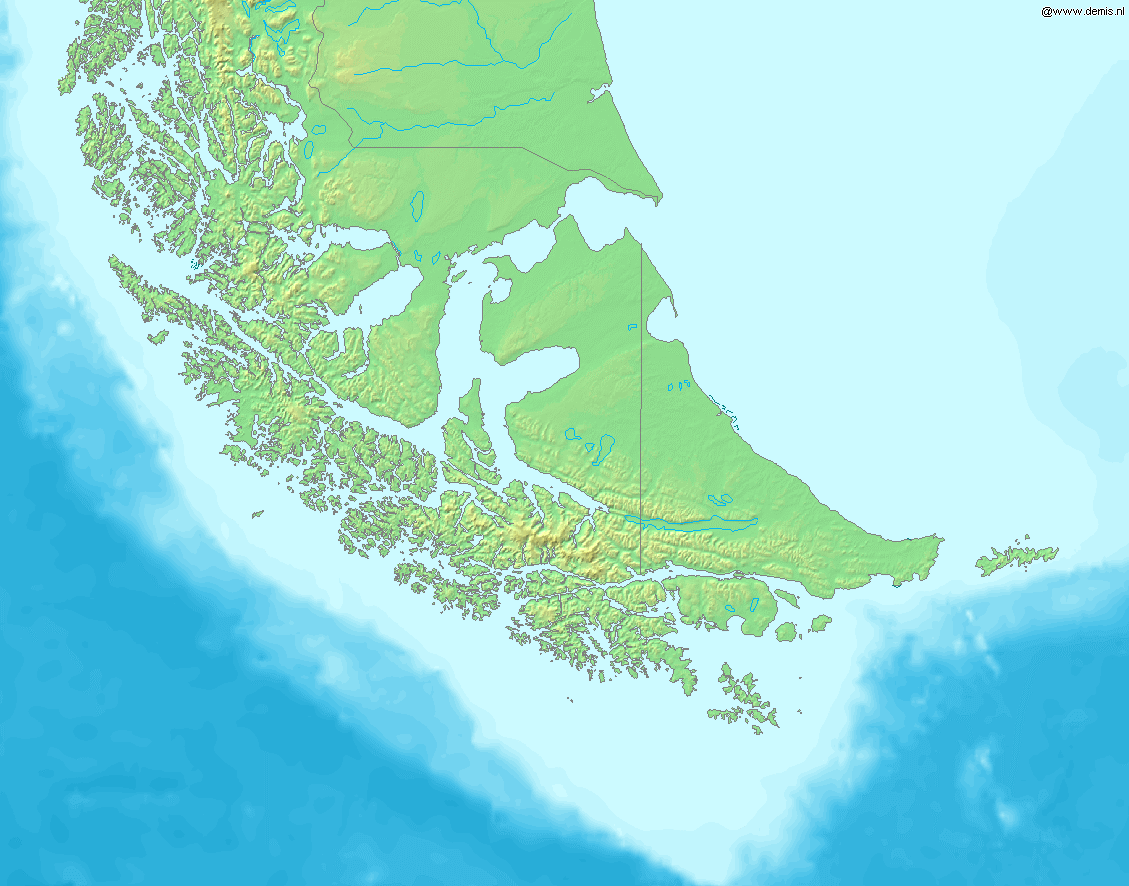
Магелланова протока.

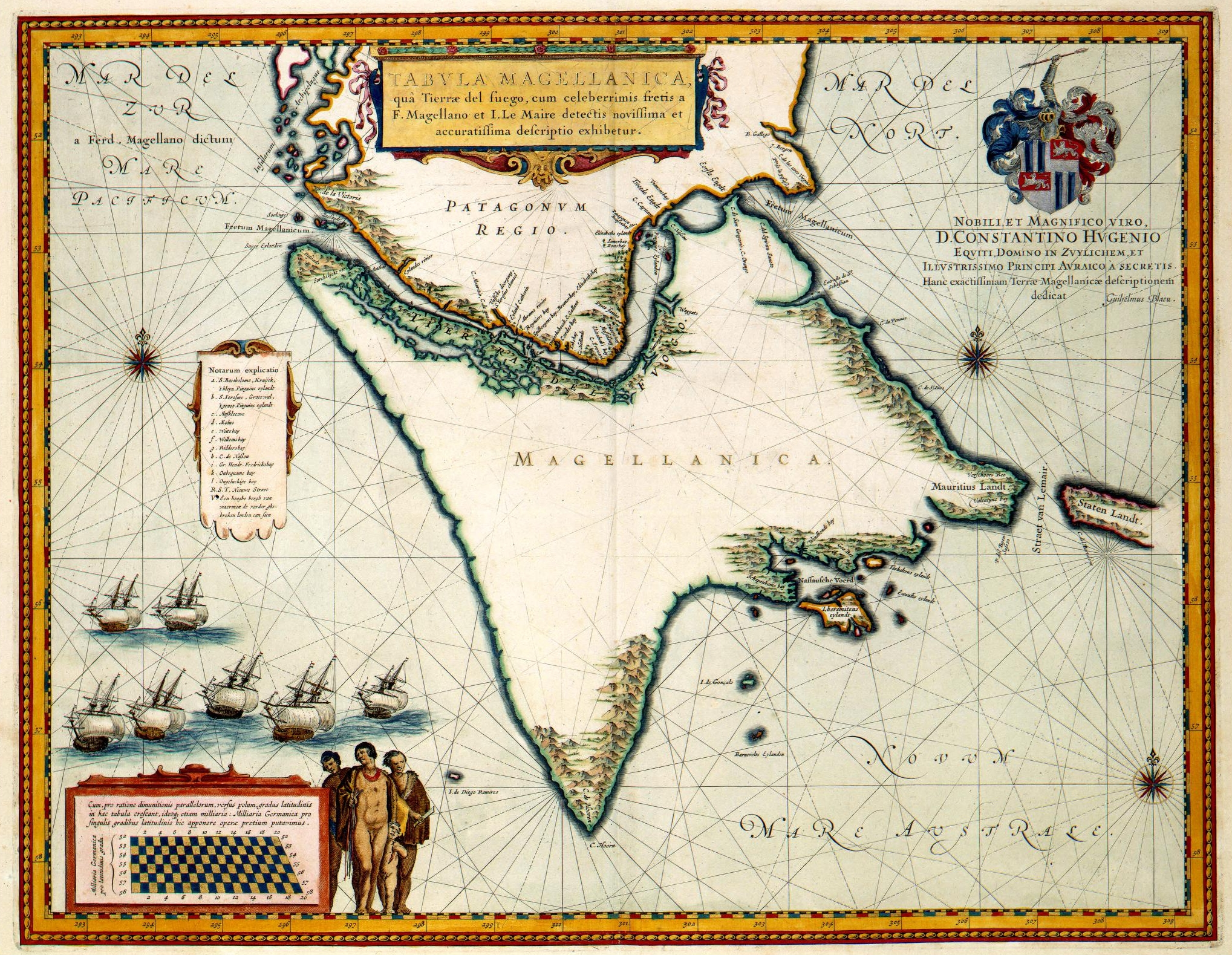
Стародавня карта Магелланової протоки, 1635.

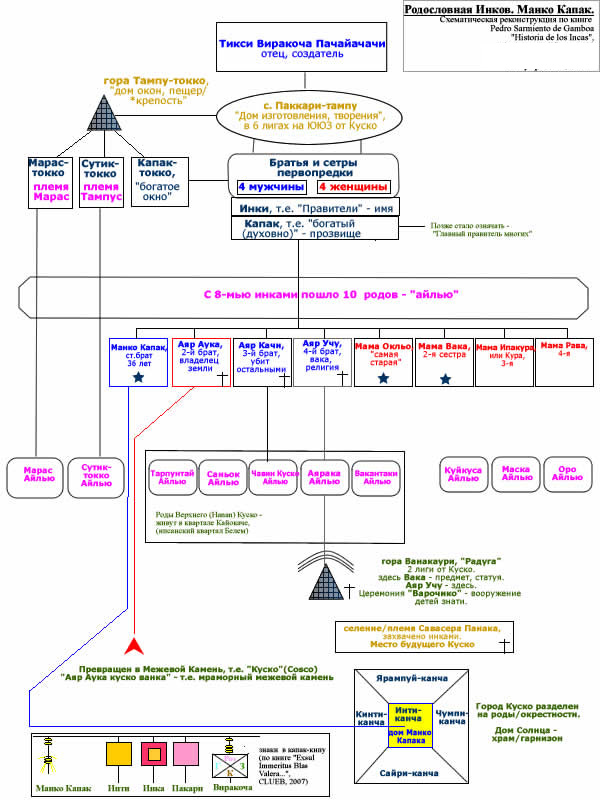
Сарьм'єнто де Гамбоа, Манко Капак.

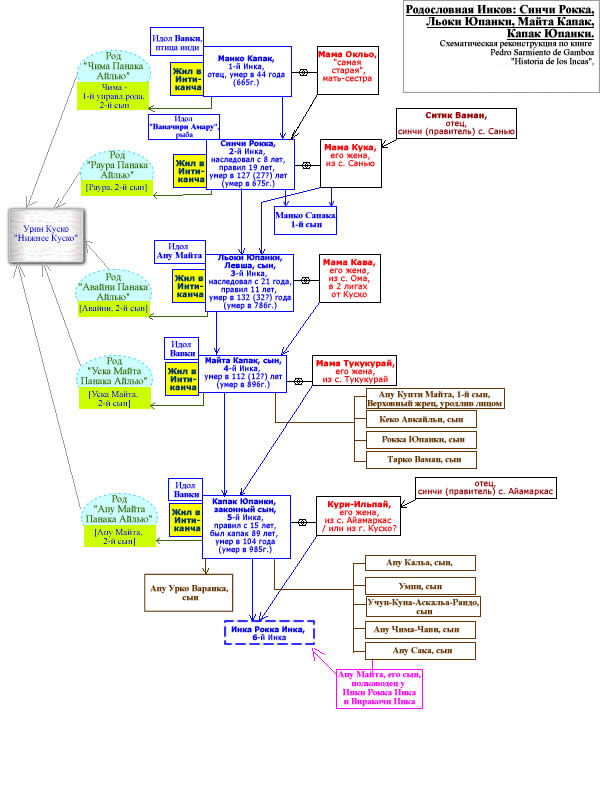
Сарм'єнто де Гамбоа, Генеалогія Інків. Сінчі Рокка, Льок Юпанкі, Майте Капак, Капак Юпанкі.

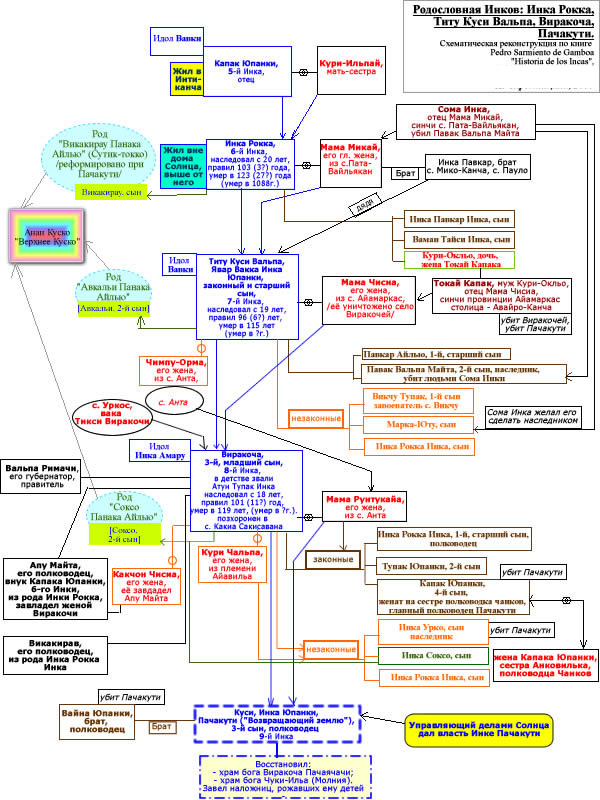
Сарм'єнто де Гамбоа, Генеалогія Інків. Інка Рокка, Тита Кусі Вальпа, Віракоча, Пачакуті.

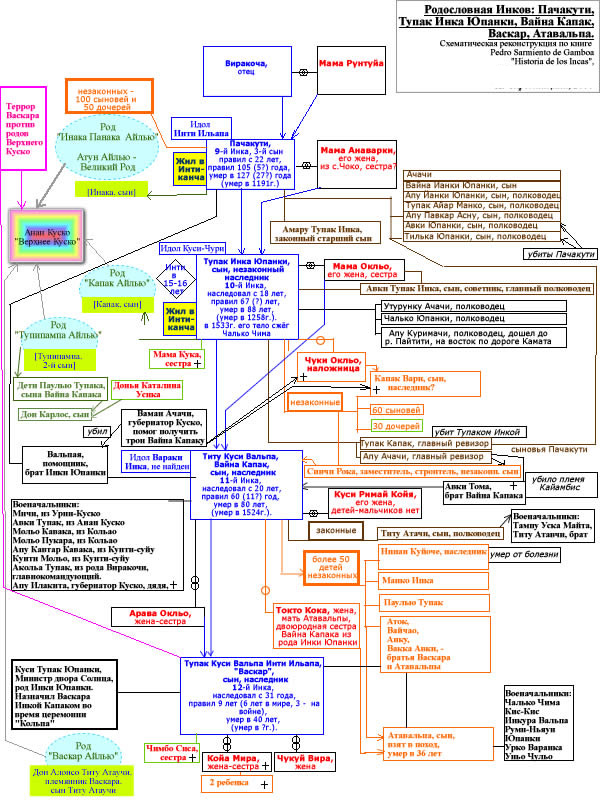
Сарм'єнто де Гамбоа, Генеалогія Інків. Пачакуті, Тупак Інка Юпанкі, Вайна Капак, Васкара, Атавальпа.

Педро Сарм'єнто де Гамбоа (ісп. Pedro Sarmiento de Gamboa; 1532—1592) — іспанський дослідник, мандрівник, мореплавець, солдат, письменник, поет, історик, вчений (астроном,  космограф, математик) і гуманіст XVI століття. Яскравий представник типу «універсальної людини» (лат. homo universale) — ідеалу доби Ренесансу. Брав участь у відкритті  Соломонових островів, досліджував узбережжя Чилі. Перший губернатор земель прилеглих до  Магелланової протоки, що здійснив їх заселення іспанцями. Автор цінної книги з історії  інків.
Не плутати з:
- Педро Сарм'єнто, головний герой заколоту в Толедо в 1449 р.
- Педро Гомес Сарм'єнто, єпископ і кардинал, XVI століття.

## Біографія

### Перші роки
Місце його народження невідоме: це або Понтеведра в  Галісії, звідки був його батьківський рід, або Алькала-де-Енарес в  Кастилії, де, як відомо, він потім вчився. Сам він казав, що був уродженцем обох місць. Рік його народження також не відомий достеменно, за одними припущеннями це 1530 р., за іншими найбільш імовірно, що це 1532 р. Його батько Бартоломе Сарм'єнто (Bartolomé Sarmiento) народився в Понтеведра (Pontevedra), а його мати Марія Гамбоа (María Gamboa) народилася в Більбао, Країна Басків.

### Військова служба
З 1550 по 1555 рр. він перебував в обслузі армії імператора  Карла I. 1555-го року він перетнув Атлантичний океан і прибув до Мексики, де жив протягом двох років. Про його життя протягом цього періоду відомо мало, зокрема те, що в нього були певні проблеми з  Інквізицією. Звідси він перебрався до Перу, де прожив більше двадцяти років.

### Життя в Перу
Живучи на океанському узбережжі, Педро Сарм'єнто захопився вивченням морських просторів і почав вивчати Тихий океан. Правда, з вини окремих людей він незабаром був змушений постати перед судом Святої Інквізиції в 1557 р. через жартівливу переробку її вироку. Не знайшовши підходящого місця, в тому ж 1557 р. він вирішив на якийсь час відмовитися від своїх зацікавленостей і залишився в Перу, сподіваючись досліджувати південні моря у майбутньому.

### Астроном і космографії
Невідомо, де Педро Сарм'єнто провів перші роки в Перу. Він продовжував вивчати морську справу, із завзятістю освоюючи  космографію і географію. Маючи чимало теоретичних знань та практичного досвіду в різних галузях військової служби і мореплавання, з часом він набув популярності як гарний солдат, досвідчений моряк, географ і видатний експерт в астрономії. У 1564 р. Сарм'єнто знову опинився на судовому процесі Святої Інквізиції через свій жарт: створення декількох кілець або амулетів із золота і срібла, щоб вони принесли удачу на війні, дамам — любов, а впливовим особам — визнання. За це його знову засудили до вигнання, але трохи пізніше вирок був замінений архієпископом Херонімо де Лоайса.

### У пошуках загублених індіанських островів
Після того, як Сарм'єнто став капітаном судна в експедиції Менданья, він поступово став ще більш популярним. Губернатор Гарсія де Кастро наказав підготувати армаду для відкриття і заселення островів Авачумбі і Ніначумбі, які, згідно з інкськими легендами, були знайдені в Південному морі  Тупаком Інкою Юпанкі. Керівником експедиції був обраний його племінник — Альваро де Медане. Кораблі вийшли з порту Кальяо 19 листопада 1567 р. Незважаючи на виниклі розбіжності між де Медане і Сарм'єнто, вони прибули до архіпелагу Соломона, який підпорядкували королівській короні. Взаємні закиди тривали в січні 1569 р. в порту Сантьяго, в Коліма (Мексика), проте вважається досить імовірним, що мореплавці досягли і відвідали береги  Австралії.

### Подорож до Магелланової протоки
У 1584 році Сарм'єнто де Гамбоа склав першу детальну мапу Магелланової протоки.

## Звільнення Вількабамби
Сарм'єнто як молодший лейтенант і секретар експедиції взяв участь у війні з правителем  інків Тупак Амару. Іспанських солдатів під командуванням Мартін Уртадо де Арб'єто набралося приблизно 250 чоловік, добре озброєних і на конях, з великою кількістю досвідчених ветеранів. Крім того, їх підтримали дві тисячі індіанців під керівництвом двох дружніх касиків. Усі вони рушили з Куско до  Вількабамби в середині квітня 1572 р.
Після серйозного зіткнення між індіанцями і іспанцями останні здобули перемогу і захопили інку Тупак Амару і всіх його полководців. 24 вересня 1572 р. їх повісили на площі Куско, а Інка був обезголовлений. Сарм'єнто і Хуан де Бетансос, з яким у нього були дружні відносини, були присутні при їх страті; єдина провина страчених індіанців була в тому, що вони захищали свою свободу і свої звичаї. Після цього Сарм'єнто повернувся до Ліми, де в 1575 р., згідно з історичними документами, його в черговий раз викликали на допит Інквізиції.

## Індійські хроніки

### Основні його твори
- Історія Інків [Архівовано 15 серпня 2012 у Archive.is]
- Подорожі до Магелланової протоки [Архівовано 18 грудня 2012 у Archive.is]

Сарм'єнто де Гамбоа написав чимало різних доповідей, записок, листів та інших документів, що зберігаються нині в різних установах. Листи, написані ним:
- 1) Лист Філіпу II. Куско, 4 березня 1572].
- 2) Лист al Consejo Real de Indias. Куско, 4 березня 1572.
- 3) Лист Філіпа II. Мадрид, 6 березня 1581.
- 4) Лист Філіпа II. Мадрид, 15 березня 1581
- 5) Представлення Філіпу II. ¿Мадрид?, 1 травня ¿1581?.
- 6) Лист Секретарю Філіпа II, Дону Антоніо де Ерас. Севілья, 7 серпня 1581.
- 7) Лист Філіпа II. Севілья, 11 серпня 1581.
- 8) Лист Філіпа II. Ріо-де-Жанейро, 26 жовтня 1582.
- 9) Лист Філіпа II. Сантьяго де Кабо Верде, 30 жовтня 1582.
- 10) Лист Дону Антоніо де Ерас. Сантьяго де Кабо Верде, 31 січня 1582.
- 11) Лист Філіпа II. Сантьяго де Кабо Верде, 31 січня 1582.
- 12) Лист Дону Антоніо де Ерас. Нуестра Сеньйора де ла Вікторія, 5 січня 1585.
- 13) Лист Філіпа II. Бухта Всіх Святих, 10 грудня 1583.
- 14) Лист Філіпа II. Нуестра Сеньйора де ла Вікторія, 5 січня 1585.
- 15) Лист Філіпа II. Ріо-де-Жанейро, 24 de enero de 1585.
- 16) Лист Дону Антоніо де Ерас. Ріо-де-Жанейро, 3 січня 1585.
- 17) Лист Філіпа II. Ріо-де-Жанейро, 5 січня 1585.
- 18) Лист Дону Хуану де Ідіакес. В'язниця Монт де Марсан, 27 вересня 1589.
- 19) Лист Філіпа II. В'язниця Монт де Марсан, 2 жовтня 1589.
- 20) Меморіал Філіпу II. ¿Мадрид?, ¿1591?.
- 21) Меморіал Філіпу II. Мадрид, 21 листопада 1591.
- 22) Меморіал Філіпу II. Мадрид, 21 листопада 1591.
- 23) Лист Капітанові Алонсо де Басан. На борт галеона Сан Феліпе, 10 липня 1592.